# Эллис, Уильям Уэбб
Уи́льям Уэбб Э́ллис (англ. William Webb Ellis; 24 ноября 1806 — 24 февраля 1872) — англичанин, который вошёл в историю как родоначальник игры регби. Считается, что в 1823 году, он, будучи учащимся колледжа, во время игры в футбол нарушил правила, схватив мяч руками и побежав с ним к зачётному полю соперника. Это событие официально считается датой возникновения регби, а сам Эллис — основоположником этого вида спорта. В то же время большинство специалистов сходятся во мнении, что история о том, что, нарушив правила, Уильям Уэбб Эллис создал новый вид спорта, является не более чем легендой. Именем Уильяма Уэбба Эллиса назван самый престижный трофей в регби — Кубок Уэбба Эллиса, вручаемый победителю чемпионата мира по регби.

## Биография
Уильям Уэбб Эллис родился 24 ноября 1806 года. Относительно места рождения существуют разногласия: большинство источников считает, что Эллис родился в городе Солфорд, которое в то время входило в графство Ланкашир; однако, во время переписи населения 1851 года сам Уильям Эллис назвал своим местом рождения находящийся неподалёку от Солфорда Манчестер. Он был младшим из двух сыновей офицера драгунской гвардии Джеймса Эллиса и уроженки Эксетера Энн Уэбб. В 1811 году Джеймс Эллис погиб в Битве при Альбуэре и Энн Эллис переезжает в город Рагби (графство Уорикшир), для того чтобы Уильям и его старший брат Томас могли получить бесплатное образование в местной городской школе (такое право имели те ученики, которые жили в радиусе десяти миль от находящейся в центре города башни с часами). Согласно сохранившимся записям, Уильям Уэбб Эллис посещал школу города Рагби с 1816 по 1825 год и был прилежным учеником и хорошим игроком в крикет. Вместе с тем отмечалось, что при игре в крикет Эллис «имеет склонность нарушать правила с целью получения преимущества» (англ. rather inclined to take unfair advantage at cricket). Сделавший его впоследствии знаменитым поступок, когда во время футбольного матча Эллис, нарушив правила, схватил мяч руками и побежал с ним в сторону зачётного поля соперника, произошёл в 1823 году.

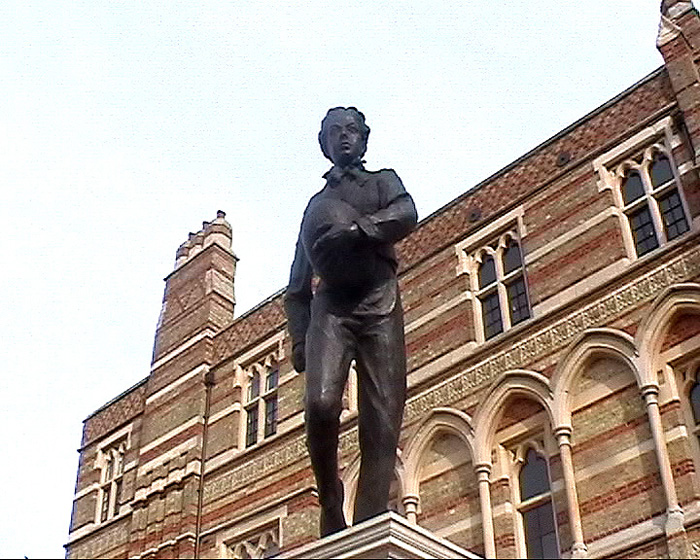
Статуя Уильяма Уэбба Эллиса возле колледжа Rugby School

После окончания городской школы Рагби Уильям Эллис в возрасте 20 лет поступил в колледж Брейзноз Оксфордского университета, где изучал богословие. Он выступал за крикетную команду своего колледжа, а также провёл один матч в составе команды оксфордской университетской команды по крикету против Кембриджского университета. В 1829 году Эллис получил степень бакалавра искусств, а в 1831 году закончил Брейзноз с дипломом магистра искусств.
После окончания обучения Уильям Уэбб Эллис стал священнослужителем Церкви Англии. Был капелланом церкви Святого Георгия на улице Альбемарль-стрит в Лондоне, затем ректором (главным священником) лондонской церкви Святого Клемента Датского. В 1855 году возглавил приход деревни Магдален Лэйвер в Эссексе. В 1857 году в британской газете The Illustrated London News была напечатана проповедь преподобного Уильяма Уэбба Эллиса по поводу Крымской войны. Статья была иллюстрирована портретом священника. Это единственное известное изображение Эллиса.
Уильям Уэбб Эллис скончался 24 февраля 1872 года во французском городе Ментона, расположенном на Лазурном Берегу. Он никогда не был женат и оставил наследство 9000 фунтов стерлингов, которое было передано различным благотворительным организациям. Его могила на старом кладбище Ментоны была найдена в 1958 году одним из основателей Книги рекордов Гиннесса Россом Макуиртером и восстановлена Французской федерацией регби.

## Легенда о возникновении регби
Источником легенды о Уильяме Уэббе Эллисе, нарушившем правила и побежавшим с мячом в руках вперёд, является бывший ученик школы города Рагби антиквар Мэттью Блоксхэм. 10 октября 1876 года в своём письме в The Meteor, школьный журнал школы Рагби, Блоксэм, ссылаясь на неназванный им в письме источник, заявил, что благодаря Уильяму Уэббу Эллису из футбола, в котором главным элементом были удары по мячу ногами, родился новый вид спорта, где игра шла преимущественно руками.

Мальчик по фамилии Эллис — Уильям Уэбб Эллис, — местный житель и стипендиат, … в том полугодии во время игры в футбол поймал мяч в руки. В соответствии с тогдашними правилами, он мог двигаться с ним назад, настолько, насколько хочет. Игроки команды-соперника могли передвигаться только до того места, где он поймал мяч, и не имели право идти вперёд до тех пор, пока он не наносил удар или не отдавал пас партнёру, чтобы тот нанёс удар. В основном, игра шла при помощи ударов ногами и в тот момент, когда мяч касался земли, соперник имел право атаковать его. Эллис был первым, кто пренебрёг этим правилом. Поймав мяч он, вместо движения назад, побежал с мячом в руках к воротам соперника. Как это отразилось на результате игры, я не знаю; я также не знаю, как получилось так, что нарушение правил игры со временем развилось и стало в настоящее время основополагающим правилом.
Оригинальный текст (англ.)A boy of the name Ellis — William Webb Ellis — a town boy and a foundationer, … whilst playing Bigside at football in that half-year, caught the ball in his arms. This being so, according to the then rules, he ought to have retired back as far as he pleased, without parting with the ball, for the combatants on the opposite side could only advance to the spot where he had caught the ball, and were unable to rush forward till he had either punted it or had placed it for some one else to kick, for it was by means of these placed kicks that most of the goals were in those days kicked, but the moment the ball touched the ground the opposite side might rush on. Ellis, for the first time, disregarded this rule, and on catching the ball, instead of retiring backwards, rushed forwards with the ball in his hands towards the opposite goal, with what result as to the game I know not, neither do I know how this infringement of a well-known rule was followed up, or when it became, as it is now, a standing rule.

Во втором сообщении, написанном четыре года спустя, Блоксхэм внёс небольшое уточнение. Если в первом письме, написанном в 1876 году, он утверждал, что описываемые им события происходили в 1824 году, то в 1880 году Блоксхэм писал о 1823 годе.

### Расследование 1895 года
Утверждение, что Уильям Уэбб Эллис изобрёл регби, появилось лишь спустя четыре года после его смерти. В 1895 году обществом Old Rugbeian Society, которое объединяло выпускников школы Рагби, было инициировано расследование с целью выяснить обстоятельства события, связанного с Эллисом. В итоге комиссия пришла к выводу, что с учётом имеющихся сведений невозможно достоверно утверждать о том, было ли описываемое событие в действительности или нет.
Среди опрошенных комиссией выпускников школы Рагби были Томас Харрис и его брат Джон, которые окончили школу в 1828 и 1832 годах соответственно (то есть уже после предполагаемого инцидента с Уильямом Уэббом Эллисом). Они вспоминали, что движение вперёд с мячом в руках было строго запрещено. При этом Томас Харрис вспоминал, что слышал о том, что Уэбб Эллис «получил незаслуженное преимущество в футболе», то есть совершил некое серьёзное нарушение правил. При этом он, равно как и другие свидетели заявили, что ничего не слышали о том, что Уильям Уэбб Эллис создал новую игру.

## Критика легенды
Известно, что в средневековье в различных европейских странах существовали различные разновидности игры в мяч, в том числе и те, в которых разрешалось игра руками. В частности в Ирландии существовала игра под названием кэйд, которая является предшественником современного гэльского футбола. Ряд специалистов считают, что Уильям Уэбб Эллис, отец которого в молодости жил в Ирландии, всего лишь продемонстрировал элемент игры в кэйд.
Кроме того, несмотря на то, что игра, в которую играл Уильям Уэбб Эллис в составе команды школы Рагби, называлась «футбол» (англ. football), это не было той игрой, под которой мы понимаем современный футбол. Игра, возникшая ещё в Средневековье, в начале XIX века не успела сложиться как вид спорта в современном понимании. Это выражалось главным образом в отсутствии сложившихся общепризнанных правил игры. В то время в Великобритании спорт культивировался преимущественно в учебных заведениях, и в каждой школе и университете был собственный свод правил. Более того, в тот период даже в школе Рагби не было сложившихся правил игры — они постоянно корректировались; зачастую некоторые нюансы уточнялись непосредственно перед игрой. По свидетельству выпускников школы Рагби, в том числе и Мэттью Блоксхэма, положившего начало легенде об Эллисе как родоначальнике регби, по правилам школы Рагби касание и, возможно, даже контроль мяча руками не являлась запрещённым элементом игры — нарушением правил было движение с мячом в руках вперёд, к зачётной зоне соперника. Соответственно, поступок Эллиса нельзя рассматривать как поворотный момент, предопределивший выделение регби из футбола. Более того, ряд свидетельств выпускников школы Рагби показывают, что нарушение правил Эллисом было воспринято учениками школы с осуждением и ещё некоторое время этот элемент оставался запрещённым.
Легенда об юноше, схватившем мяч в руки и побежавшим вперёд, получила распространение более чем через пятьдесят лет после этого события. К этому время было предпринято несколько попыток унифицировать правила футбола. В 1863 году в Кембриджском университете с целью выработать общие правила футбола встретились представители университета и нескольких частных школ. Большинство делегатов предпочло ту версию игры, в которой мяч нужно вести ногами, и постановило запретить такие приёмы, как захваты, подножки, бег с мячом в руках. Делегат от школы Рагби не согласился с принятыми правилами и в знак протеста покинул заседание. С тех пор игра, получившая название «регби-футбол» (то есть футбол по правилам школы Рагби) начала развивать как отдельный вид спорта. В условиях формирования этой спортивной дисциплины сторонникам регби постоянно приходилось доказывать преимущество своей версии правил как перед приверженцами игры преимущественно ногами, так и перед сторонниками игры руками, но по другим правилам. В этой ситуации рассказ Мэттью Блоксхэма о юноше, ещё в 1823 году схватившего руками мяч и побежавшего к зачётному полю соперника, пришёлся очень кстати сторонникам игры по правилам школы Рагби. Контроль мяча руками и движение с ним вперёд было одной из отличительных особенностей варианта правил школы Рагби и потому легенда об ученике этой школы, который пятьдесят лет назад, нарушив правила, использовал этот приём, стала яркой пропагандистской историей сторонников этой версии игры. Кроме того, акцент на то, что упомянутое событие проходило в аж 1823 году, подчёркивало многолетние традиции «регби-футбола».
Таким образом, несмотря на то, что невозможно достоверно утверждать, действительно Уильям Уэбб Эллис в одном из матчей, нарушив правила, схватил мяч и побежал с ним вперёд, этот поступок стал официальной страницей в истории регби. Большинство специалистов сходятся во мнении, что вне зависимости от того, имело ли это событие место в действительности или нет, история о том, что нарушение правил Эллисом привело к созданию нового вида спорта, является не более чем легендой.

## Память

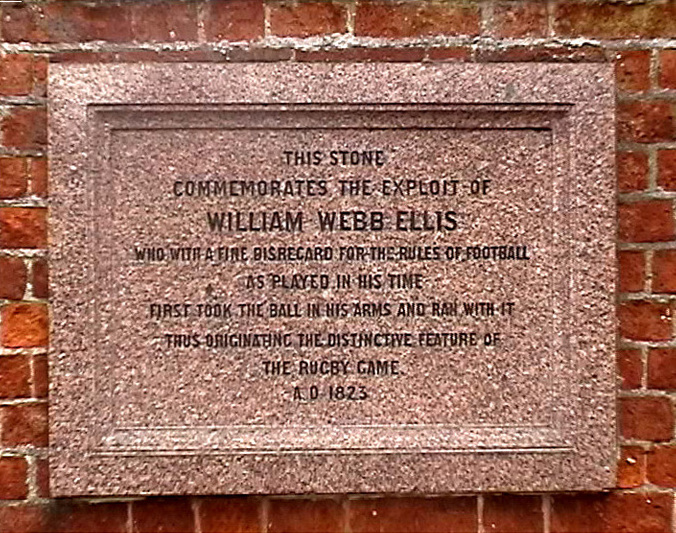
Памятная доска на стене колледжа города Рагби

На стене одного из зданий школы Рагби размещена памятная доска, надпись на которой гласит:

Эта доска напоминает о славном деянии Уильяма Уэбба Эллиса, первого, кто осмелился нарушить правила футбола, схватив мяч руками и побежав с ним. Так возникла игра регби в 1823 году.
Оригинальный текст (англ.)This stone commemorates the exploit of William Webb Ellis who with a fine disregard for the rules of football, as played in his time, first took the ball in his arms and ran with it, thus originating the distinctive feature of the Rugby game A.D. 1823

Кроме того, в память об Уильяме Уэббе Эллисе возле школы Рагби возведена статуя, на которой изображён юноша с овальным мячом в руках.
Именем Уильяма Уэбба Эллиса назван самый престижный трофей в регби — Кубок Уэбба Эллиса, вручаемый победителю чемпионата мира по регби.